# Handbook of Revolutionary Warfare
Handbook of Revolutionary Warfare: A Guide to the Armed Phase of the African Revolution (Handbuch der revolutionären Kriegsführung: Ein Leitfaden für die bewaffnete Phase der afrikanischen Revolution) ist ein zuerst 1968 veröffentlichtes Buch von Kwame Nkrumah (1909–1972), dem ghanaischen Politiker und  Verfechter des Panafrikanismus, dem ersten Präsidenten  Ghanas, der sein Land bereits 1957 in die Unabhängigkeit von Großbritannien geführt hatte und im Jahr 1966 während einer Auslandsreise nach Vietnam durch einen Putsch des Militärs vom prowestlichen National Liberation Council (NLC) gestürzt worden war.

Sowjetische Briefmarke anlässlich Nkrumahs 80. Geburtstag im Jahr 1989

## Kurzeinführung
Das 1968 in London erschienene Buch ist ein bedeutendes Werk der afrikanischen Befreiungsbewegung und bietet eine Anleitung für den Kampf gegen Kolonialismus, Imperialismus und für die Befreiung des afrikanischen Kontinents.
Das Handbuch des ghanaischen Politikers und Revolutionärs – Nkrumah war Gründungsmitglied der Organisation für Afrikanische Einheit und hatte 1961 den Internationalen Lenin-Friedenspreis erhalten – legt die Strategien und Taktiken dar, die notwendig sind, um eine erfolgreiche Revolution gegen unterdrückerische Regime zu führen. Es betont die Bedeutung der Einheit unter den Massen, der Mobilisierung der Bevölkerung und der Organisation von politischen und militärischen Kräften. Das Handbuch behandelt Themen wie den Einsatz von Propaganda und psychologischer Kriegsführung, die Bildung von Untergrundbewegungen, die Mobilisierung von Streitkräften und die Schaffung einer revolutionären Regierung. Summa summarum ist es ein Handbuch über revolutionäre Kriegsführung und revolutionäre Taktik für Mitglieder sozialer Bewegungen mit nationalistischem Charakter im Afrika südlich der Sahara, wobei es die neue Phase der afrikanischen politischen Probleme, Führung, Rekrutierung, Ausrüstung usw. analysiert.
Nkrumahs Ideen und Schriften hatten einen erheblichen Einfluss auf die afrikanische Unabhängigkeitsbewegung und inspirierten viele andere revolutionäre Führer und Gruppen auf der ganzen Welt. Sein Handbuch bleibt ein wichtiges Werk für diejenigen, die sich für Befreiungsbewegungen und revolutionäre Kriegsführung interessieren.
Dem Buch stellt Nkrumah die Parole „The guerrilla is the masses in arms“ voran.
Der Verfasser stellte darin fest, dass sich (a) mit dem Beitritt der Mehrheit der afrikanischen Staaten zur Unabhängigkeit und dem Aufkommen des Neokolonialismus in massivem Ausmaß und (b) mit der zunehmend kontinentalen Dimension unseres Kampfes friedliche politische Aktionen zur Erreichung der Befreiung als unwirksam erwiesen hätten.
Das Buch endet mit seinem pathetischen Aufruf:
People of Africa, arise!
Defeat imperialism, neo-colonialism and settler domination.
Stand together and unite in the revolutionary struggle.
Forward to victory.
We shall conquer.
(in ungefährer deutscher Übersetzung:)
Völker Afrikas, erhebt euch!
Besiegt Imperialismus, Neokolonialismus und Siedlerherrschaft.
Steht zusammen und vereinigt euch im revolutionären Kampf.
Vorwärts zum Sieg.
Wir werden siegen.

## Gliederung
Das Buch ist folgendermaßen untergliedert:
Buch 1 – Kenne den Feind
Vorwort
Kapitel 1 Die Weltstrategie des Imperialismus
Kapitel 2 Unsere Ziele
Buch 2 – Strategie, Taktik und Technik
Vorwort
Kapitel 1 Organisation der revolutionären Kriegsführung
A. Das militärische Gleichgewicht B. Politisch-militärische Organisation C. Unsere Menschenkräfte D. Propaganda
Kapitel 2 – Grundlagen und Techniken des Guerillakampfes
A. Organisation einer Guerillaarmee B. Strategie und Taktik C. Materialien für die Zerstörung

## Rules of discipline
Seine Rules of discipline (Disziplinarvorschriften) bilden eine Art Quintessenz des Werkes, sie lauten (in ungefährer deutscher Übersetzung):
1. Befolge bei all deinen Handlungen die Anweisungen.
2. Nimm nicht eine einzige Nadel oder ein Stück Faden von den Massen.
3. Gib alles ab, was du erbeutet hast.
4. Sprich höflich.
5. Bezahle fair für das, was du kaufst.
6. Gib alles zurück, was du dir ausleihst.
7. Bezahle für alles, was du beschädigst.
8. Schlage und beschimpfe keine Leute.
9. Beschädige keine Pflanzen.
10. Lass dich nicht mit Frauen ein.
11. Behandelt keine Gefangenen schlecht.
12. Haltet eure Augen und Ohren offen.
13. Kenne den inneren Feind.
14. Führe und beschütze die Kinder immer.
15. Sei immer der Diener des Volkes.